# Interplanetära mediet

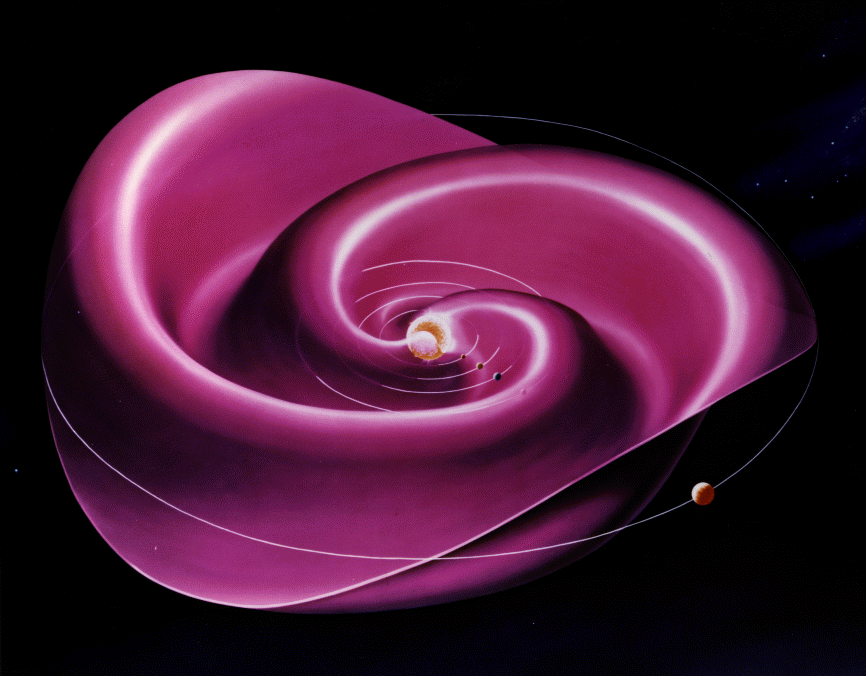
Den så kallade Parkerspiralen, som orsakas av solens magnetfält, är ett exempel på interplanetärt medium.

Interplanetarisk materia eller det interplanetära mediet är det plasma och de små, fasta stoftpartiklar som finns i rymden mellan planeterna i vårt (eller andra) solsystem. En dominerande beståndsdel är solvinden, en plasmavind från solen som sveper utåt genom solsystemet, men det finns också små mängder neutrala molekyler och stoftpartiklar med storlekar upp till 0,1 mm. I vårt eget solsystem är det detta rymdstoft som orsakar zodiakalljuset. Det rör sig om interplanetärt stoft som kommer från kometer, asteroider och från Kuiperbältet.
Den dominerande gasen utgörs huvudsakligen av atomärt och joniserat väte och den fylls ständigt på genom solvinden. Jonisationsgraden avtar med avståndet från solen.
Där jordbanan ligger, finner man ungefär 500 vätejoner per cm3. Stoftet består här av partiklar med en diameter på mellan 0,001 och 0,1 mm. När detta tränger in i jordatmosfären kan det ge upphov till nattlysande moln eller det ännu mer iögonfallande zodiakljuset, som är ett diffust triangelformigt ljusfenomen längs ekliptikan.
Meteorerna är betydligt större än stoftpartiklarna (0,1 - 1 cm) och vid deras inträngande i jordatmosfären uppstår genom jonisation av atomer i luften de karakterisriska fenomen som brukar gå under benämningen stjärnfall.